# Andouillette de Cambrai

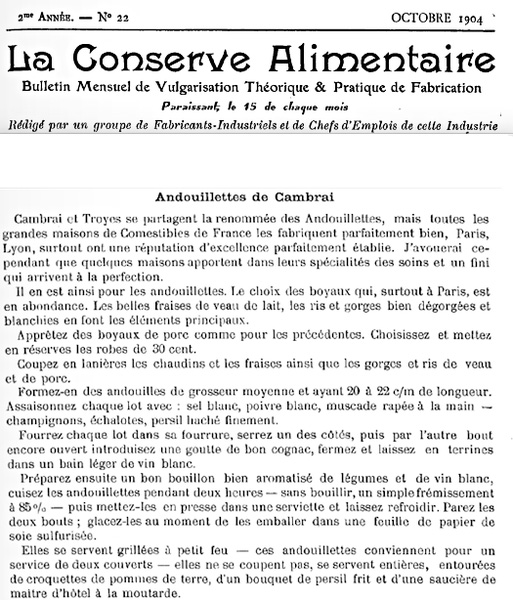
Recette de l'andouillette de Cambrai datant de 1904.

Pour les articles homonymes, voir Andouillette (homonymie).
L'andouillette de Cambrai est traditionnellement et exclusivement élaborée à partir de fraises de veau, précuites, embossées dans un boyau de bœuf ou un chaudin de porc.
Elle ne doit pas être confondue avec l'andouille de catégorie supérieure ayant droit à l'appellation particulière « andouille de Cambrai » (constituée de boyaux de porc embossés dans une baudruche de bœuf), mais l'erreur s'expliqua en raison d'une prohibition quant à la matière première imposée durant une quinzaine d'années.
L'emploi de la fraise de veau ayant été interdit depuis 2000, en raison de l'épizootie de la vache folle (ESB), l'andouillette de lointaine tradition régionale disparut jusqu'en 2015. Les charcutiers locaux, contraints en conséquence de se convertir au porc, peuvent à présent reprendre, sans jouer sur les mots, la recette officiellement dénommée « andouillette de Cambrai », pérennisée par l'édition 2016 du Code des usages de la charcuterie, important ouvrage technique destiné aux professionnels.  

## Une renommée ancienne
Une publication professionnelle du début du siècle dernier comparait Cambrai à Troyes quant à la renommée des andouillettes et donnait des conseils, tant pour la fabrication que pour les façons de cuisiner (La Conserve alimentaire, 1904). La tradition semblait alors bien affirmée d'assez longue date. On remarque, lors de la description de l'élaboration « avec de belles fraises de veau de lait, des ris et gorges bien dégorgées », la relative confusion, qui se retrouve en d'autres régions et était fréquente autrefois, avec le mot « andouille » : « Formez-en des andouilles… »
Comme l'andouille de Cambrai, l'andouillette avait obtenu en 1992 le label régional Nord-Pas-de-Calais. 
Il semble que l'andouillette dite d'Arras conforme aux usages anciens soit semblable à celle de Cambrai, connaissant donc le même problème (en fait, la tradition de l'andouillette à la fraise de veau est courante dans le Nord et le Pas-de-Calais, où l'on partage le penchant des Lyonnais).
La Confrérie de l'andouillette, créée en 1986 à l'instigation de Claude Lootvoet, lors d’un salon de la gastronomie à Cambrai, présidée ensuite par Jean Belot, charcutier à Fontaine-Notre-Dame, réunit les amateurs de ce produit. Un moment déstabilisée par l'interdiction de la fraise de veau, elle se perpétua en promouvant les spécialités gastronomiques cambrésiennes.